# Frédérick Gaudreau
Frédérick Gaudreau (ur. 1 maja 1993 w Bromont, Quebec, Kanada) – kanadyjski hokeista, gracz ligi NHL.

## Kariera klubowa
- Shawinigan Cataractes (2011 - 26.11.2013)
- Drummondville  Voltigeurs (26.11.2013 - 12.06.2014)
- Milwaukee Admirals (12.06.2014 - 05.01.2016)
  -  Cincinnati Cyclones (2014 - 2015)
- Nashville Predators (05.01.2016 -
  -  Milwaukee Admirals (2016 - 2018, 2019 -

## Sukcesy
Indywidualne
- Występ w drużynie gwiazd ligi AHL w roku 2016

Klubowe
- Clarence S. Campbell Bowl z zespołem Nashville Predators w sezonie 2016-2017